# Jiří Ježek
Jiří Ježek (16 de octubre de 1974) es un deportista checo que compitió en ciclismo adaptado en las modalidades de ruta y pista. Ganó once medallas en los Juegos Paralímpicos de Verano entre los años 2000 y 2012.

## Palmarés internacional
| Juegos Paralímpicos | Juegos Paralímpicos   | Juegos Paralímpicos | Juegos Paralímpicos               |
| Año                 | Lugar                 | Medalla             | Prueba                            |
| ------------------- | --------------------- | ------------------- | --------------------------------- |
| 2000                | Sídney (Australia)    | Medalla de oro      | 1 km contrarreloj LC2 mixto       |
| 2000                | Sídney (Australia)    | Medalla de oro      | Persecución individual LC2 mixto  |
| 2004                | Atenas (Grecia)       | Medalla de plata    | Persecución individual LC2        |
| 2008                | Pekín (China)         | Medalla de oro      | Persecución individual LC2        |
| 2008                | Pekín (China)         | Medalla de plata    | 1 km contrarreloj LC2             |
| 2008                | Pekín (China)         | Medalla de bronce   | Velocidad por equipos LC1-4 CP3/4 |
| 2012                | Londres (Reino Unido) | Medalla de plata    | Persecución individual C4         |

| Juegos Paralímpicos | Juegos Paralímpicos   | Juegos Paralímpicos | Juegos Paralímpicos   |
| Año                 | Lugar                 | Medalla             | Prueba                |
| ------------------- | --------------------- | ------------------- | --------------------- |
| 2000                | Sídney (Australia)    | Medalla de plata    | Ruta LC2 mixto        |
| 2004                | Atenas (Grecia)       | Medalla de oro      | Ruta/Contrarreloj LC2 |
| 2008                | Pekín (China)         | Medalla de oro      | Contrarreloj LC2      |
| 2012                | Londres (Reino Unido) | Medalla de oro      | Contrarreloj C4       |